# Qualificazioni al campionato europeo maschile di calcio 2004 - Gruppo 9

Filippo Inzaghi, attaccante dell'Italia vincitrice del gruppo 9, esulta per la sua tripletta al Galles nella gara del 6 settembre 2003 a Milano.

## Classifica
| Pos. | Squadra             | Pt | G | V | N | P | GF | GS | DR  |
| ---- | ------------------- | -- | - | - | - | - | -- | -- | --- |
| 1.   | Italia              | 17 | 8 | 5 | 2 | 1 | 17 | 4  | +13 |
| 2.   | Galles              | 13 | 8 | 4 | 1 | 3 | 13 | 10 | +3  |
| 3.   | Serbia e Montenegro | 12 | 8 | 3 | 3 | 2 | 11 | 11 | 0   |
| 4.   | Finlandia           | 10 | 8 | 3 | 1 | 4 | 9  | 10 | -1  |
| 5.   | Azerbaigian         | 4  | 8 | 1 | 1 | 6 | 5  | 20 | -15 |

## Risultati

### Prima giornata
| Arbitro: | Plautz |

|  |           |                        |
|  | Marcatori | 30’ Hartson 72’ Davies |

| Arbitro: | Vassaras |

|  |           |                                  |
|  | Marcatori | 33’ (aut.) Ahmadov 65’ Del Piero |

### Seconda giornata
| Arbitro: | Hamer |

|                                         |           |  |
| Agaev 14’ (aut.) Tihinen 60’ Hyypiä 72’ | Marcatori |  |

| Arbitro: | González |

|               |           |               |
| Del Piero 38’ | Marcatori | 27’ Mijatović |

### Terza giornata
| Arbitro: | Egmond |

|                                    |           |  |
| Kovačević 55’ Mijatović 84’ (rig.) | Marcatori |  |

| Arbitro: | Veissière |

|                        |           |               |
| Davies 11’ Bellamy 70’ | Marcatori | 31’ Del Piero |

### Quarta giornata
| Arbitro: | Huyghe |

|  |           |                       |
|  | Marcatori | 10’ Speed 68’ Hartson |

| Arbitro: | Granat |

|                                  |           |                   |
| Mijatović 33’ (rig.) Lazetić 52’ | Marcatori | 58’, 77’ Gurbanov |

### Quinta giornata
| Arbitro: | Leuba |

|                                           |           |  |
| Davies 1’ Speed 40’ Hartson 43’ Giggs 52’ | Marcatori |  |

| Arbitro: | Ivanov |

|               |           |  |
| Vieri 6’, 23’ | Marcatori |  |

### Sesta giornata
| Arbitro: | Colombo |

|                                    |           |  |
| Hyypiä 19’ Kolkka 45’ Forssell 56’ | Marcatori |  |

### Settima giornata
| Arbitro: | Fisker |

|                                     |           |              |
| Gurbanov 88’ (rig.) Ismayilov 90+1’ | Marcatori | 27’ Bošković |

| Arbitro: | Širić |

|  |           |                         |
|  | Marcatori | 31’ Totti 73’ Del Piero |

### Ottava giornata
| Arbitro: | Frisk |

|                |           |  |
| Mladenović 73’ | Marcatori |  |

### Nona giornata
| Arbitro: | Hriňák |

|               |           |                        |
| Ismayilov 88’ | Marcatori | 52’ Tainio 74’ Nurmela |

| Arbitro: | Merk |

|                                            |           |  |
| Inzaghi 59’, 63’, 70’ Del Piero 76’ (rig.) | Marcatori |  |

### Decima giornata
| Arbitro: | Ibánez |

|           |           |              |
| Davies 3’ | Marcatori | 79’ Forssell |

| Arbitro: | Hamer |

|          |           |             |
| Ilić 82’ | Marcatori | 22’ Inzaghi |

### Undicesima giornata
| Arbitro: | Stuchlik |

|                                   |           |                                    |
| Hartson 26’ (rig.) Earnshaw 90+3’ | Marcatori | 6’ Vukić 82’ Milošević 88’ Ljuboja |

| Arbitro: | Dougal |

|                                        |           |  |
| Vieri 16’ Inzaghi 24’, 87’ Di Vaio 64’ | Marcatori |  |

## Statistiche

### Classifica marcatori
6 reti
- Filippo Inzaghi

5 reti
- Alessandro Del Piero (1 rig.)

4 reti
- John Hartson (1 rig.)

3 reti
- Gurban Gurbanov (1 rig.)
- Simon Davies
- Christian Vieri
- Predrag Mijatović (2 rig.)

2 reti
- Farrukh Ismayilov
- Mikael Forssell
- Sami Hyypiä
- Craig Bellamy
- Gary Speed

1 rete
- Joonas Kolkka
- Mika Nurmela
- Teemu Tainio
- Hannu Tihinen
- Robert Earnshaw
- Ryan Giggs
- Marco Di Vaio
- Francesco Totti
- Branko Bošković
- Saša Ilić
- Darko Kovačević
- Nikola Lazetić
- Danijel Ljuboja
- Savo Milošević
- Dragan Mladenović
- Zvonimir Vukić

autoreti
- Emin Ağayev (pro Finlandia)
- Tarlan Ahmadov (pro Italia)